# Оливет (Јужна Дакота)
Оливет (енгл. Olivet) град је у америчкој савезној држави Јужна Дакота.

## Демографија
По попису из 2010. године број становника је 74, што је 4 (5,7%) становника више него 2000. године.
| Група             | 2000.      | 2010.      |
| Белци             | 63 (90,0%) | 69 (93,2%) |
| Афроамериканци    | 0 (0,0%)   | 0 (0,0%)   |
| Азијати           | 0 (0,0%)   | 2 (2,7%)   |
| Хиспаноамериканци | 0 (0,0%)   | 0 (0,0%)   |
| Укупно            | 70         | 74         |